# Garden City (Carolina del Sud)
Garden City és una població dels Estats Units a l'estat de Carolina del Sud. Segons el cens del 2000 tenia 9.357 habitants.

## Demografia
Segons el cens del 2000, Garden City tenia 9.357 habitants, 4.703 habitatges i 2.873 famílies. La densitat de població era de 674 habitants/km².
Dels 4.703 habitatges en un 12,8% hi vivien nens de menys de 18 anys, en un 52,2% hi vivien parelles casades, en un 6,9% dones solteres, i en un 38,9% no eren unitats familiars. En el 31,9% dels habitatges hi vivien persones soles el 15,4% de les quals corresponia a persones de 65 anys o més que vivien soles. El nombre mitjà de persones vivint en cada habitatge era d'1,96 i el nombre mitjà de persones que vivien en cada família era de 2,4.
Per edats la població es repartia de la següent manera: un 11,2% tenia menys de 18 anys, un 5,6% entre 18 i 24, un 21,5% entre 25 i 44, un 27,6% de 45 a 60 i un 34,2% 65 anys o més.
L'edat mediana era de 54 anys. Per cada 100 dones de 18 o més anys hi havia 89,1 homes.
La renda mediana per habitatge era de 34.967$ i la renda mediana per família de 40.403$. Els homes tenien una renda mediana de 27.683$ mentre que les dones 22.904$. La renda per capita de la població era de 24.062$. Entorn del 2,9% de les famílies i el 5,5% de la població estaven per davall del llindar de pobresa.

## Poblacions més properes
El següent diagrama mostra les poblacions més properes.